# Guillaume Pihet
Guillaume Pihet (Saint-Brice-Courcelles, 1979) is een Frans componist en slagwerker.

## Levensloop
Pihet begon in 1986 met slagwerklessen aan de muziekschool in Saint-Brice-Courcelles bij Jean-François Piette. Deze lessen volgde hij tot 1994 en hij werd daarbij geïntegreerd in verschillende groepen en ensembles van de muziekschool. In de loop van de jaren had hij een ontmoeting met de slagwerkleraar Amdy Seck, die voor hem richtinggevend zou zijn. Hij integreerde hem in de formatie SAF SAFATY, die muziek met Afrikaanse slagwerkinstrumenten uitoefende. Deze muziek sprak hem in verschillende dingen aan, polyritmiek, de kracht van de groep, een totaal anders luisteren naar het ritme. In 1999 ging hij naar Senegal en studeerde in M'bour het bespelen van djembé, dunums (een soort Afrikaanse grote trommen), sabar. In 2000 begon hij zijn studies aan de Music Academy International (MAI) te Nancy bij André Charlier en Alain Gozzo en behaalde aldaar het diploma met groot lof. In hetzelfde jaar studeerde hij verder in speciale cursussen in M'bour en nu ook het bespelen van de seourouba (zie ook:.
Samen met andere slagwerkers zoals Adama Dramé, Mamady Keïta, Yelemba en anderen richtte hij in 2001 een formatie op, die uitsluitend Afrikaanse slagwerkmuziek uitvoerden. In 2006 slot hij zich de formatie "Guembri" in Marokko aan en werkte met Malêems Seddik Laarch en Brahim El Belkani.
Hij is auteur van twee boeken of methodes Entre tradition et systèmes : adaptation de rythmes d'Afrique de l'ouest à la batterie (2005) en Afropulsation : méthode de rythme : basée sur des rythmes traditionnels et modernes d'Afrique de l'Ouest (djembé / dunum) (2005).
Als componist schreef hij werken voor harmonieorkest en natuurlijk voor slagwerkbezettingen.

## Composities

### Werken voor harmonieorkest
- Al paso, paso-doble voor harmonieorkest
- Cadets de France, voor harmonieorkest met tambours en clairons
- Dans les Bois, fantasie voor harmonieorkest
- Echos du Schimberg, voor harmonieorkest met tambours, clairons en hoorns
- Les Echos du Rosemont, voor harmonieorkest met tambours, clairons en hoorns
- Les Gars de Bigeard, voor harmonieorkest met tambours en clairons
- Légendes d'Ardennes, ouverture